# Pian delle Fugazze
Il Pian delle Fugazze è un valico alpino situato a 1 163 m s.l.m., in provincia di Trento. Il confine tra le province di Vicenza e Trento è posto a 500 metri a valle del passo. Separa la catena del Sengio Alto dal massiccio del Pasubio, mettendo in comunicazione la val Leogra e la Vallarsa.
Vi transita la ex strada statale 46 "del Pasubio" che collega Vicenza a Rovereto.

## Descrizione
L'origine del toponimo è discussa. Alcuni lo legano al latino focacea "focaccia", per l'antica usanza di pagare gli affitti in focacce, e questo lo mette a confronto con il vicino monte Baffelan, in cui si riconosce il termine cimbro bafel "focaccia". Altri preferiscono avvicinarlo a focus "fuoco" , ipotizzando la presenza di una torre sulla quale, un tempo, veniva acceso un fuoco per effettuare segnalazioni.
Caratterizzato dalla presenza di ampi pascoli, è spesso base di partenza per le escursioni sulle vicine Prealpi vicentine ed è attraversato dal sentiero europeo E5 Lago di Costanza-Venezia e dal sentiero della Pace. La breve spianata presenta, dalla parte trentina, una trattoria che funge anche da alberghetto, dotato di ampio parcheggio.
È collegato al passo di Campogrosso mediante due strade, entrambe chiuse al traffico veicolare. La meridionale è aperta solamente fino all'Ossario del Pasubio, quindi chiusa da sbarra, la settentrionale è invece interdetta al traffico di veicoli a motore, salvo autorizzazione del comune di Vallarsa; sono sempre autorizzate a percorrerla le biciclette.
Dal Pian delle Fugazze si può inoltre raggiungere, a piedi o in bicicletta di tipo mountain-bike, il rifugio Achille Papa percorrendo la strada degli Eroi, lunga strada sterrata chiusa al traffico veicolare privato.
Questa salita è stata affrontata nel corso della diciannovesima tappa del 90º Giro d'Italia nel 2007, ma i primi passaggi della corsa rosa avvennero negli anni trenta, sia da un versante, sia dall'altro, quando era ancora percorribile dal traffico privato.